# Mantet
Mantet (in catalano Mentet) è un comune francese di 25 abitanti situato nel dipartimento dei Pirenei Orientali nella regione dell'Occitania.

## Società

### Evoluzione demografica
Abitanti censiti